# Diócesis de Gospić-Senj
La diócesis de Gospić-Senj (en latín: Dioecesis Gospicien(sis)-Senien(sis) y en croata: Gospićko-senjska biskupija) es una circunscripción eclesiástica latina de la Iglesia católica en Croacia y Bosnia y Herzegovina, sufragánea de la arquidiócesis de Rijeka. La diócesis tiene al obispo Zdenko Križić, O.C.D. como su ordinario desde el 4 de abril de 2016. 

## Territorio y organización
La diócesis tiene 8200 km² y extiende su jurisdicción sobre los fieles católicos de rito latino residentes en la parte meridional del condado de Karlovac, la parte septentrional del condado de Lika-Senj (ambos en Croacia); y la villa de Zavalje en el cantón de Una-Sana de la Federación de Bosnia y Herzegovina en Bosnia y Herzegovina.
La sede de la diócesis se encuentra en Gospić, en donde se halla la Catedral de la Anunciación de la Virgen María. En Senj se encuentra la Concatedral de la Asunción de María.
En 2019 en la diócesis existían 86 parroquias agrupadas en 6 decanatos: Gospić, Ogulin, Otočac, Segna, Slunj y Udbina.

## Historia
En la Edad Media existieron cuatro diócesis dentro del área de la actual diócesis de Gospić-Senj: Senj (circa 1150-1969), Krbava (1185-1460), Modruš (1460-1493) y Otočac (1460-1534). En 1248 el papa Inocencio IV otorgó el privilegio del uso de la lengua vernácula para el culto en la catedral de Senj. Solo la diócesis de Senj sobrevivió a la ocupación por parte del Imperio otomano, que comenzó en 1493 y finalizó con la Batalla de Sisak en 1593. De los 20 monasterios que existían, solo dos sobrevivieron a los otomanos.
La diócesis de Gospić-Senj fue erigida el 25 de mayo de 2000 con la bula Ad Christifidelium spirituali del papa Juan Pablo II, tras la división de la arquidiócesis de Rijeka-Senj, que también dio origen a la arquidiócesis de Rijeka. La ceremonia de establecimiento de una nueva diócesis y la entronización del primer obispo de Gospić-Senj se llevó a cabo el 25 de julio de 2000. 
Más de la mitad del territorio de la nueva diócesis estuvo bajo ocupación de la República Serbia de Krajina entre 1991 y 1995, por lo que casi todos los católicos (que eran el 56% en 1991) fueron expulsados del territorio ocupado y las iglesias y otros edificios eclesiásticos fueron destruidos sistemáticamente, no salvándose ninguna iglesia. Cuando el área fue recuperada por las fuerzas croatas en agosto de 1995, la mayoría de la población serbia (que era el 39% en 1991) se fue del territorio y en parte fue remplazada por exiliados católicos croatas de Bosnia y Herzegovina. Posteriormente se produjo el regreso de los católicos exiliados durante la ocupación serbia. 
Hasta el 27 de julio de 1969, Senj había sido una diócesis independiente unida a Modruš.

## Estadísticas
De acuerdo al Anuario Pontificio 2020 la diócesis tenía a fines de 2019 un total de 56 000 fieles bautizados.
| Año                                                                             | Población            | Población | Población      | Sacerdotes | Sacerdotes    | Sacerdotes    | Bautizados por sacerdote | Diáconos permanentes | Religiosos | Religiosos | Parroquias |
| Año                                                                             | Bautizados católicos | Total     | % de católicos | Total      | Clero secular | Clero regular | Bautizados por sacerdote | Diáconos permanentes | Varones    | Mujeres    | Parroquias |
| ------------------------------------------------------------------------------- | -------------------- | --------- | -------------- | ---------- | ------------- | ------------- | ------------------------ | -------------------- | ---------- | ---------- | ---------- |
| 2000                                                                            | 69 000               | 73 000    | 94.5           | 42         | 34            | 8             | 1642                     |                      | 8          | 11         | 83         |
| 2001                                                                            | 82 000               | 104 000   | 78.8           | 47         | 39            | 8             | 1744                     |                      | 9          | 14         | 83         |
| 2002                                                                            | 82 000               | 104 000   | 78.8           | 49         | 41            | 8             | 1673                     |                      | 11         | 14         | 84         |
| 2003                                                                            | 81 000               | 102 000   | 79.4           | 50         | 41            | 9             | 1620                     |                      | 13         | 14         | 84         |
| 2004                                                                            | 81 000               | 102 000   | 79.4           | 52         | 41            | 11            | 1557                     |                      | 14         | 15         | 85         |
| 2006                                                                            | 81 000               | 102 000   | 79.4           | 51         | 37            | 14            | 1588                     |                      | 16         | 16         | 85         |
| 2013                                                                            | 66 172               | 78 747    | 84.0           | 51         | 42            | 9             | 1297                     |                      | 9          | 13         | 85         |
| 2016                                                                            | 58 511               | 67 628    | 86.5           | 48         | 38            | 10            | 1218                     |                      | 10         | 8          | 85         |
| 2019                                                                            | 56 000               | 66 007    | 84.8           | 49         | 36            | 13            | 1142                     |                      | 14         | 12         | 86         |
| Fuente: Catholic-Hierarchy, que a su vez toma los datos del Anuario Pontificio. |                      |           |                |            |               |               |                          |                      |            |            |            |

## Episcopologio
- Mile Bogović † (25 de mayo de 2000-4 de abril de 2016 retirado)
- Zdenko Križić, O.C.D., desde el 4 de abril de 2016